# Viaduc de Sylans
Le viaduc de Sylans est un viaduc routier situé à Charix dans le département de l'Ain en France, sur un versant montagneux qui surplombe du lac de Sylans. Il permet à l'autoroute A40 de relier Mâcon à Annemasse puis Saint-Gervais.

## Présentation

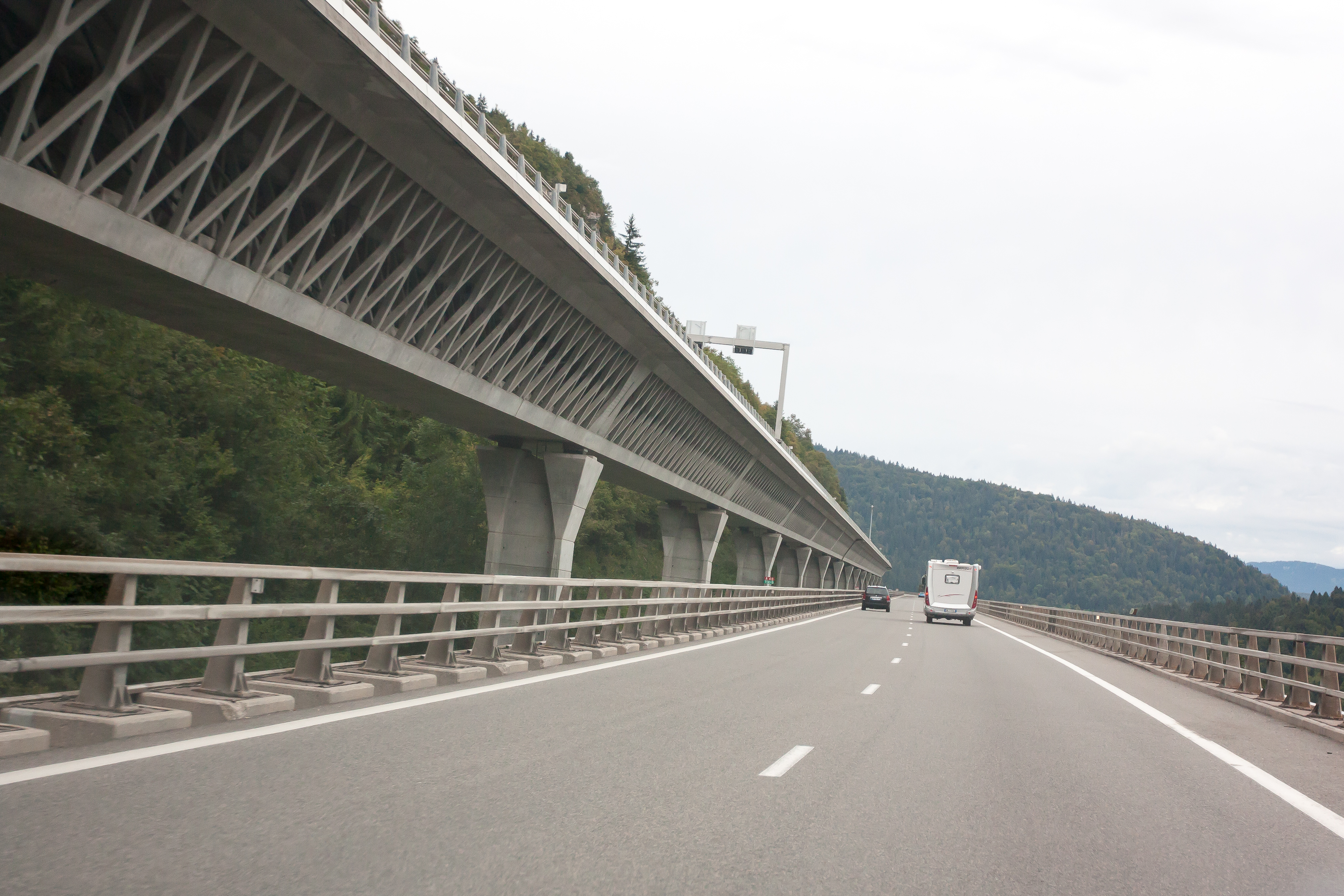
Vue du tablier nord depuis la chaussée du tablier sud du viaduc.

Conçu par les architectes Pierre Richard et Bogumil Serafin, il a été inauguré en 1989. Sa longueur est de 1 266 mètres.
La particularité de cet ouvrage est sa structure tridimensionnelle à précontrainte externe.